# No Me Ames
No Me Ames (Nemiluj Mě) je druhá píseň Jennifer López z jejího debutového alba On the 6. Tento duet, který zpívá s Marcem Anthonym vyšel pouze v zemích Latinské Ameriky.

## Informace o písni
Píseň je ve skutečnosti coververzí písně z roku 1992, která se jmenovala Non Amarmi. Píseň byla v Itálii velmi populární, i když jí zpívali prakticky neznámí zpěváci.
Ignacio Ballesteros napsal k této písni španělský text a ačkoli jsou v současné době Jennifer López a Marc Anthony manželé v té době neměla píseň žáden podtext k tomu, že by spolu měli poměr. Oba se znali už delší dobu, bydleli kousek od sebe a natočili k této písni i videoklip.
V roce 1999 neměla Jennifer ještě pevnou pozici v hudebním průmyslu, proto se rozhodla pro vydání této písně, aby získala popularitu i v zemích Latinské Ameriky.
V roce 2002 tuto píseň přezpívala brazilská skupina KLB.

## Umístění ve světě
| Hitparáda        | Umístění |
| ---------------- | -------- |
| Latinská Amerika | 1        |

## Úryvek textu
No me ames
porque estoy perdido
porque cambie el mundo
porque es el destino
porque no se puede
somos un espejo
y tu asi serias
lo que yo de mi reflejo